# Kang Sung-yeon
Kang Sung-yeon ( 21 de julio de 1976) es una actriz surcoreana. 

## Carrera
Debutó como actriz en 1996 a través de la Contratación Abierta de MBC.
A pesar de que su profesión principal es la actuación, también ha contribuido en varias bandas sonoras de dramas y lanzó dos álbumes en el período 2001-2002, bajo el nombre artístico de Bobo.
Posteriormente en 2005, saltó a la fama cuando interpretó a la concubina del Príncipe Yeonsan Jang Nok-do en el Rey y el Payaso, una película de época que consiguió vender 12.3 de entradas al cine, lo que (en el momento) fue la mayor recaudación de una película nacional en Corea.
Continuó protagonizando series, tales como Let's Get Married (2005), New Wise Mother, Good Wife (2007), Single Dad in Love (2008), Tazza (2008), y Wife Returns(2009).
A partir de 2012 y hasta 2014 organizó su propio programa de lectura de poesía en EBS Radio.

## Vida personal
Se casó con el pianista de jazz Kim Ka-in el 6 de enero de 2012. La pareja tiene un hijo.

## Filmografía

### Series
| Año  | Título                     | Rol                                | Red  |
| ---- | -------------------------- | ---------------------------------- | ---- |
| 1997 | Medical Brothers           | enfermera en el hospital Gangneung | MBC  |
| 1997 | The Reason I Live          | Myung-hwa                          | MBC  |
| 1998 | Love Is All I Know         | detective                          | MBC  |
| 1998 | Three Guys and Three Girls | Song Seung-soon                    | MBC  |
| 1998 | Forever Yours              | Jang Yoo-ri                        | MBC  |
| 1998 | My Love by My Side         | Na Chang-mi                        | KBS1 |
| 1999 | KAIST                      | Min Kyung-jin                      | SBS  |
| 1999 | Happy Together             | Seo Moon-joo                       | SBS  |
| 1999 | Assignable Appearance      | Jin Dal-rae                        | KBS2 |
| 1999 | Woman on Top               | Lee Mi-nam                         | SBS  |
| 2000 | Virtue                     | Jung Kwi-jin                       | SBS  |
| 2000 | Rookie                     | Na Jin-shim                        | SBS  |
| 2001 | Well Known Woman           | Lee Jung-nim                       | SBS  |
| 2002 | That Woman Catches People  | Han Bok-nyeo                       | SBS  |
| 2003 | She's Cool!                | Ha Hye-kyung                       | KBS2 |
| 2005 | Let's Get Married          | Hong Na-young                      | MBC  |
| 2007 | New Wise Mother, Good Wife | Kyung Gook-hee                     | MBC  |
| 2008 | Single Dad in Love         | Yoon So-yi                         | KBS2 |
| 2008 | Tazza                      | Madam Jeong                        | SBS  |
| 2009 | Wife Returns               | Jung Yoo-hee/Jung Yoo-kyung        | SBS  |
| 2015 | The Great Wives            | Yoo Ji-yeon                        | MBC  |

### Películas
| Año  | Título             | Rol            |
| ---- | ------------------ | -------------- |
| 2005 | Short Time         | Kim Young-sook |
| 2005 | King and the Clown | Jang Nok-su    |
| 2007 | Cast a Spell       | Lee Ji-hye     |
| 2007 | Soo                | Kang Mi-na     |

### Variedad/shows de radio
| Año       | Título                    | Red       | Notas                    |
| --------- | ------------------------- | --------- | ------------------------ |
| 1999      | Super TV Sunday Fun       | KBS2      | MC                       |
| 2008      | Love Generation           | SBS       | MC                       |
| 2011      | F.B.I.                    | ELLEatTV  | MC                       |
| 2011      | Find! Delicious TV        | MBC       | MC                       |
| 2012      | Now on My Way to Meet You | Channel A | MC                       |
| 2012-2014 | Poetry Concert            | EBS Radio | DJ                       |
| 2012      | Fairy Tales for Adults    | EBS Radio | DJ                       |
| 2016      | Two Yoo Project Sugar Man | JTBC      | Sugar Man (Ep 17)        |
| 2016      | Singderella               | Channel A | MC                       |
| 2018      | King of Mask Singer       | MBC       | participó como "Uparupa" |

## Discografía
| información del álbum | lista de pistas |
| --- | --- |
| "내 안에 또 다른 나" (Another Different Me Inside) - pista de The Reason I Live OST - liberado: julio de 1997 - agencia: MBC 예술단, Tan Entertainment                                                                                | Track listing 07. 내 안에 또 다른 나 |
| "별(경진 테마)" (Stars (Contest Theme)) - pista de KAIST 2000 OST - liberado: 2 de febrero de 2000 - agencia: | Track listing 04. 별(경진 테마) |
| Bobo - Álbum - liberado: 6 de diciembre de 2001 - agencia: Seoul Records | Track listing 1. 늦은 후회 2. 긴 기다림 3. 가가 4. Because 5. 잊어 6. Question 7. 꿈 8. 가버려 9. Here By My Side 10. Loving You 11. 가버려 (Remix)                                                               |
| The Natural - Álbum - liberado: 3 de noviembre de 2002 - agencia: Seoul Records | Track listing 1. Remember Me 2. Alone 3. 이별에게 4. 마지막 겨울 5. 내게로 6. 예감했던 이별 7. 몰랐었죠 8. 이별과의 이별 9. Bye Bye 10. 가을비 우산속 11. 청혼 12. The Christmas Song 13. 이별에게 (instrumental) |
| Perfect Silence - Artista: Blank & Jones feat. Bobo - Sencillo - liberado: el 21 de junio de 2004 - agencia: Warner Bros. Records, WM Germany                                                                                         | Track listing 1. Perfect Silence (Martin Roth Hardtrance Rmx) |
| "미안해요" (I'm Sorry) - pista de Let's Get Married OST - liberado: 21 de diciembre de 2005 - agencia: 만월당 | Track listing 03. 미안해요 |
| "Reason (versión femenina.)" - pista de Tazza OST - Released: 10 de octubre de 2008 - agencia: Doremi Media | Track listing 05. Reason (Ver. femenina) |
| "Perfect Silence (E-Craig's 212 Remix)" - Artista: DJ Tiësto remix, Blank & Jones feat. Bobo - pista de In Search of Sunrise 4: Latin America - liberado: 14 de diciembre de 2009 - agencia: JMC Entertainment, Black Hole Recordings | Track listing 14. Perfect Silence (E-Craig's 212 Remix) |

## Premios y nominaciones
| Año  | Premio                          | Categoría                               | Nominación         | Resultado |
| ---- | ------------------------------- | --------------------------------------- | ------------------ | --------- |
| 1996 | MBC Drama Awards                | premio a la más fotogénica              | [NA]: {{{1}}}      | Ganadora  |
| 1998 | KBS Drama Awards                | mejor actriz nueva                      | My Love by My Side | Ganadora  |
| 1999 | SBS Drama Awards                | mejor actriz nueva                      | Happy Together     | Ganadora  |
| 2000 | SBS Drama Awards                | premio excelencia, actriz               | Virtue, Rookie     | Ganadora  |
| 2006 | 1st Dior Timeless Beauty Awards | Recipiente                              | [NA]: {{{1}}}      | Ganadora  |
| 2006 | 43rd Grand Bell Awards          | mejor actriz de reparto                 | King and the Clown | Nominada  |
| 2006 | 43rd Grand Bell Awards          | premio de popularidad                   | King and the Clown | Ganadora  |
| 2006 | 27th Blue Dragon Film Awards    | mejor actriz de reparto                 | King and the Clown | Nominada  |
| 2006 | 27th Blue Dragon Film Awards    | estrella más popular                    | King and the Clown | Ganadora  |
| 2006 | 5th Korean Film Awards          | mejor actriz de reparto                 | King and the Clown | Nominada  |
| 2008 | 1st Korea Jewelry Awards        | premio Ruby                             | [NA]: {{{1}}}      | Ganadora  |
| 2008 | SBS Drama Awards                | mejor actriz de reparto, drama especial | Tazza              | Nominada  |
| 2010 | SBS Drama Awards                | premio excelencia, actriz               | Wife Returns       | Ganadora  |